# Стеліос Папафлоратос
Стеліос Папафлоратос (грец. Στέλιος Παπαφλωράτος, нар. 27 січня 1954) — грецький футболіст, що грав на позиції воротаря.
Виступав за клуб «Аріс», а також національну збірну Греції.

## Клубна кар'єра
У дорослому футболі дебютував 1972 року виступами за команду клубу «Аріс», кольори якої і захищав протягом усієї своєї кар'єри гравця, що тривала дев'ять років.

## Виступи за збірну
1975 року провів дві офіційні гри у складі національної збірної Греції. Відтоді залучався до лав національної команди виключно як резервний воротар. Зокрема у такому статусі був учасником чемпіонату Європи 1980 року в Італії.